# Jalaun
Jalaun är en stad i den indiska delstaten Uttar Pradesh, och är belägen i distriktet Jalaun. Staden är dock inte distriktets administrativa huvudort, det är i stället Orai. Jalaun hade 56 909 invånare vid folkräkningen 2011.